# Menhir von Karlsburg

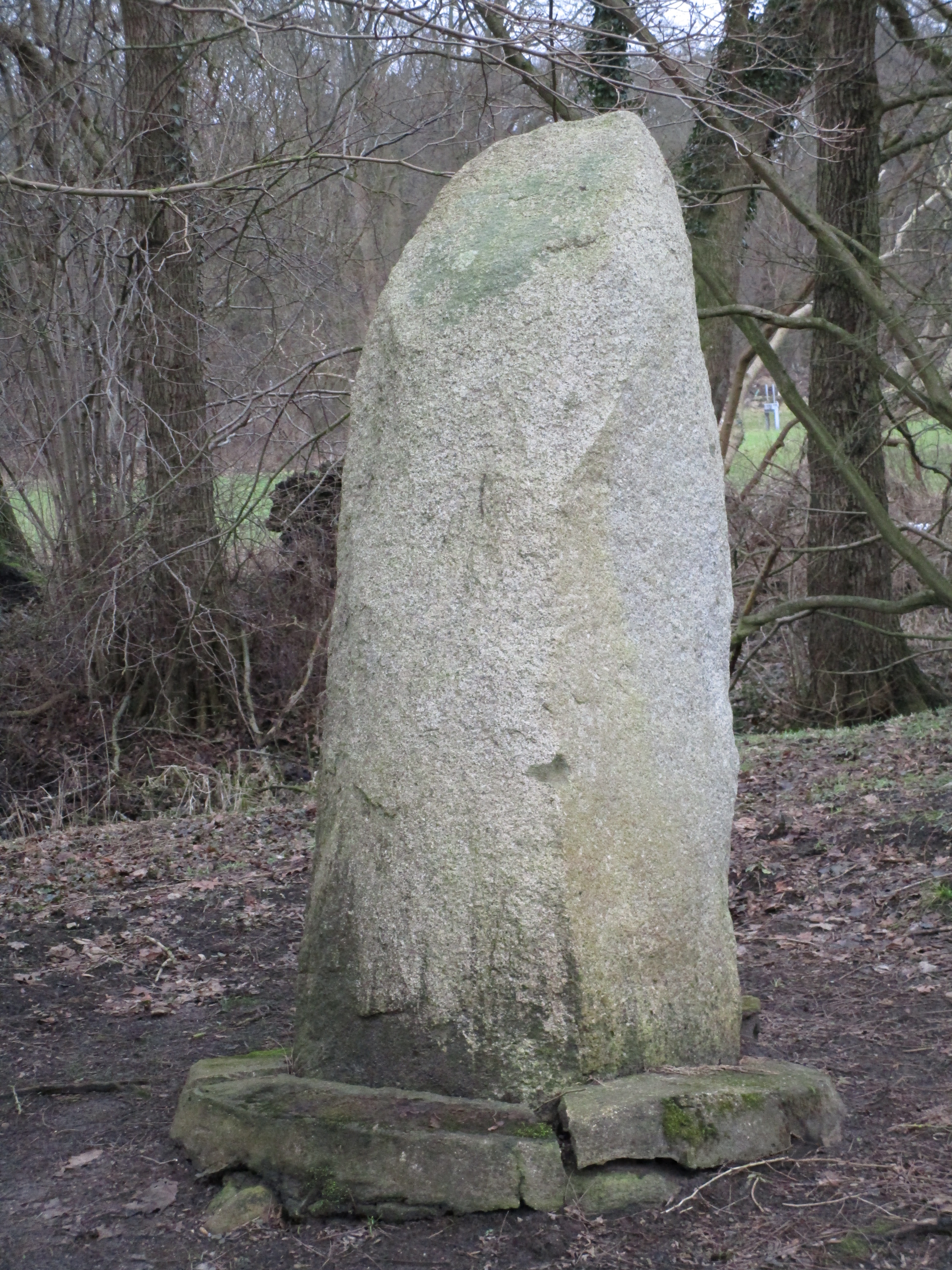
Der Menhir von Karlsburg

Der Menhir von Karlsburg ist ein Monolith in der Gemeinde Karlsburg (Vorpommern) im Landkreis Vorpommern-Greifswald.

## Geographie
Der Menhir steht im Schlosspark von Karlsburg am östlichen Parkrand ca. 20 m neben der B 109.

## Geschichte

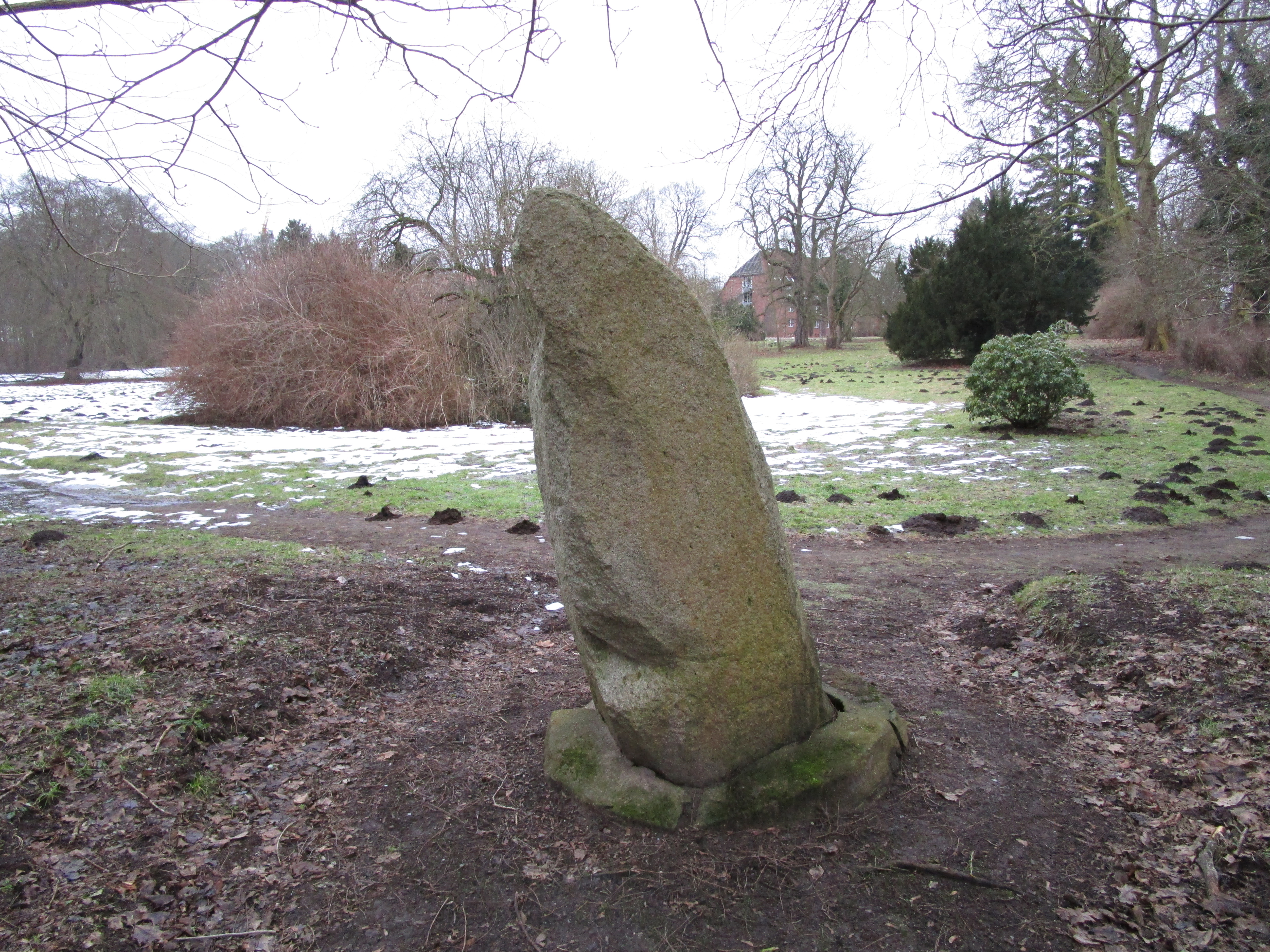
Der Menhir im Park Karlsburg – Blick zum Schloss

Der Stein hat bislang keinen urgeschichtlichen Bezug, zumindest nicht an dem jetzigen Standort. Er wurde wohl als Fund von den Ländereien der Gutsherrschaft hier um 1848 bei der Gestaltung des Landschaftsparkes aufgestellt.
Wahrscheinlich stammt der Stein von den Ländereien um Steinfurth, denn dort finden sich große Mengen von Feldsteinen, die im 19. Jahrhundert zu Steinriegeln aufgeschichtet wurden. Unweit dieser Anlagen wurde 2009 beim Bau der OPAL-Trasse ein ausgedehntes jungsteinzeitliches Urnengräberfeld mit 40 fast vollständig erhaltenen Urnen gefunden, die aber auch durch kaiserzeitliche und wendische Funde überlagert wurden. Von diesem Kultplatz könnte der Menhir stammen.

## Material und Maße
Der Monolith ist aus grauem Granit. Er ist zwei Meter hoch und hat einen unregelmäßigen Querschnitt und ist rund 60 bis 70 Zentimeter stark.
Er ist mit Feldsteinen verkeilt, aber diese sind wohl später mit Beton verfestigt worden. Der Betonring ist aber wohl durch Frost gesprengt, der Stein beginnt umzusinken.

## Sonstiges
Siehe auch → Liste der Menhire in Mecklenburg-Vorpommern